# Внутрішньочерепна аневризма
Внутрішньочерепна аневризма (церебральна аневризма) — деформація оболонки артерій головного мозку. Це спотворення найчастіше набуває форми мішка, який 

Церебральна аневризма (фр.)

називається аневризматичним мішком.

## Причини
Походження цього ураження дуже різноманітне. Найбільш загальновизнаною класифікацією, є етіологічна:
- вроджена, дегенеративна
- заразна
- розтинання
- післятравматична
- запальна

Виявлення аневризми відбувається випадково під час комп'ютерної томографії або більш серйозно — під час субарахноїдального крововиливу.

## Попереджувальні знаки
Наприклад, за даними французького товариства нейрорадіології, у 5% населення може бути внутрішньомозкова аневризма. Коли це трапляється без попередження, на жаль, часто не так багато можна зробити, щоб уникнути раптової смерті (половина випадків), однак попереджувальні знаки можуть привернути увагу в години і навіть у дні, що передують лиху. Серед них:
- незвичні головні болі;
- біль в області ока або шиї;
- нудота або навіть блювання;
- розгубленість, раптове безладдя;[3]

## Лікування
Розірвані церебральні аневризми підпадають під нейрохірургію та інтервенційну нейрорадіологію: після церебральної артеріографії, нейрорадіолог та нейрохірург розробляють лікування, яке треба терміново проводити:
- або хірургічне втручання: трепанація та розміщення затиску на шийку аневризми;

- або емболізація аневризми (ендопротезування, якщо умови дотримані) за допомогою спіралей (невеликі платинові пружини), що усувають виступ (опуклість).

Емболізація — процедура, яка забезпечує природний доступ до місця лікування всередині кровоносних судин. Однак це ризикований спосіб, як і традиційна хірургія. Готові відділення реанімації та хірургічний центр, повинні бути негайно доступними для роботи разом з нейрохірургічною командою, яка буде залучена в разі розриву аневризми під час емболізації. На відміну від хірургічного втручання, емболізація не вимагає відкритої хірургічної операції, якщо ускладнень такого характеру не виникає.
Лікування емболізацією мозкових аневризм, починається з введення катетера (маленької пластикової трубки) біля кореня стегна, у стегнову артерію в нозі недужого, та просування його артеріальними судинами, проходячи крізь таз, живіт, грудну клітку, шию та череп до аневризми.
Аневризми з неправильними обрисами, дуже великі, занадто маленькі, з широкою шийкою (їхня відкривальна основа) важче емболізуються і мають вищі показники до відмов, особливо у курців. 
Консенсус не встановлюється у разі виявлення незруйнованої аневризми: профілактичне лікування не обходиться без життєвого або функціонального ризику, тож рішення повинно ухвалюватися в кожному певному випадку. У всякому разі, поправка стосовно чинників ризику (артеріальна гіпертензія та тютюнопаління) залишається важливою.
Після розриву аневризми, наслідок не обов'язково летальний: 2/3 пацієнтів виживають, а приблизно в 1/3 недужих, після курсу відновлення, будуть спостерігатися лише незначні ускладнення. Але хворого треба якнайшвидше лікувати, від кількох годин до найбільше 3 днів після першої кровотечі, інакше рецидив трапляється дуже часто.
У разі розриву аневризми, симптоми дозволяють передбачити подальший розвиток:
- 1-й ступінь: Легкий головний біль та слабка чутливість до світла. Можливість виживання 80%.
- 2-й ступінь: Сильний головний біль, висока чутливість до світла, легка втома. Надія на виживання 60%.
- 3-й ступінь: Сильний головний біль, висока чутливість до світла, велика втомленість. Можливість виживання 50%.
- 4-й ступінь: Початок вегетативного стану. Надія на виживання 20%.
- 5-й ступінь: Приймання їжі з ускладненнями. 10% шансів вижити.

У розвинених країнах існує певна рівнозначність результатів (між відсіканням та емболізацією), що є підставою для бурхливих суперечок. У країнах, що розвиваються, через загальну якість послуг та допоміжних засобів, як і раніше, загалом переважає традиційний хірургічний варіант. Коли є можливість вибору, застосовується ендоваскулярна техніка, через коротший час відновлення пацієнта. Іншим ендоваскулярним способом лікування церебральних аневризм, є використання стента для відведення потоку, як альтернативи емболізації, хоча методи можна поєднувати, особливо у разі великих / гігантських аневризм. Загалом, він найбільше придатний для нерозірваної мішкоподібної аневризми з великою шийкою, яку важко емболізувати.
Половина людей з розривом аневризми головного мозку, вмирає від первинної кровотечі до того, як опинитися в лікарні (наприклад, вдома, на роботі, у тренажерній залі), тобто перш ніж можна було б надати допомогу. Це одна з найчастіших причин раптової та несподіваної смерті дорослих у віці від 25 до 55 років. З тих, хто прибуває до лікарні живим, 50% матиме летальний наслідок (особливо серед таких, які надходить у середній та глибокій комі). Більшість людей, яких доправляють до лікарні при свідомості й вони дають собі раду, та у них немає додаткових серйозних ускладнень під час надходження, або нових кровотеч, переважно, одужують майже без неврологічного розладу. Із 30-и тисяч нових випадків аневризми головного мозку, які стаються, наприклад, у Сполучених Штатах щороку, лише 20% хворих залишаються живими і здоровими після року від події, 20 відсотків стають інвалідами, а 60% — помирають.

## Профілактика
Як захворювання з відсутністю симптомів до настання власне розриву, єдиним способом запобігти його появі є зменшення чинників ризику. Отже, важливо мати здорове та збалансоване харчування, регулярні фізичні вправи, а також періодичні аналізи й обстеження, призначені лікарем. 

### Фактори ризику
Найважливішими чинниками ризику розвитку внутрішньочерепних аневризм є куріння, надмірне вживання алкоголю та високий кров’яний тиск. Виникнення часто пов’язане, тому причини спадковості також важливі. Церебральна аневризма частіше зустрічається у жінок, ніж у чоловіків.
- Артеріальна гіпертензія — підвищений артеріальний тиск

- Дисліпідемія — зміна рівня холестерину та тригліцеридів у крові

- Хвороба колагену — запалення із залученням сполучної тканини